# Новостройка (Прокопьевский район)
Новостро́йка — посёлок в Прокопьевском районе Кемеровской области. Входит в состав Сафоновского сельского поселения.

## География
Центральная часть населённого пункта расположена на высоте 385 м над уровнем моря.

## Население
| 2010 |
| ---- |
| 503  |

### Половой состав
По данным Всероссийской переписи населения 2010 года, в посёлке проживало 503 человека (226 мужчин, 277 женщин).